# Стрмець-при-Лесковцу
Стрмець-при-Лесковцу (словен. Strmec pri Leskovcu) — поселення в общині Видем, Подравський регіон‎, Словенія.